# بينتي سارمان
بينتي سارمان (بالفنلندية: Pentti Saarman)‏ (مواليد 28 يوليو 1941) هو ملاكم فنلندي، مثّل بلاده في الألعاب الأولمبية الصيفية 1972.

## روابط خارجية
- بينتي سارمان على موقع أوليمبيديا (الإنجليزية)